# سیارک ۱۳۶۷۳
سیارک ۱۳۶۷۳ (به انگلیسی: 13673 Urysohn، نامگذاری:1997LC) سیزده هزار و ششصد و هفتاد و سومین سیارک کشف شده‌است که در ۱ ژوئن ۱۹۹۷ کشف شد.
قدر مطلق سیارک برابر ۱۴٫۷۰ است.